# Kalkvatten

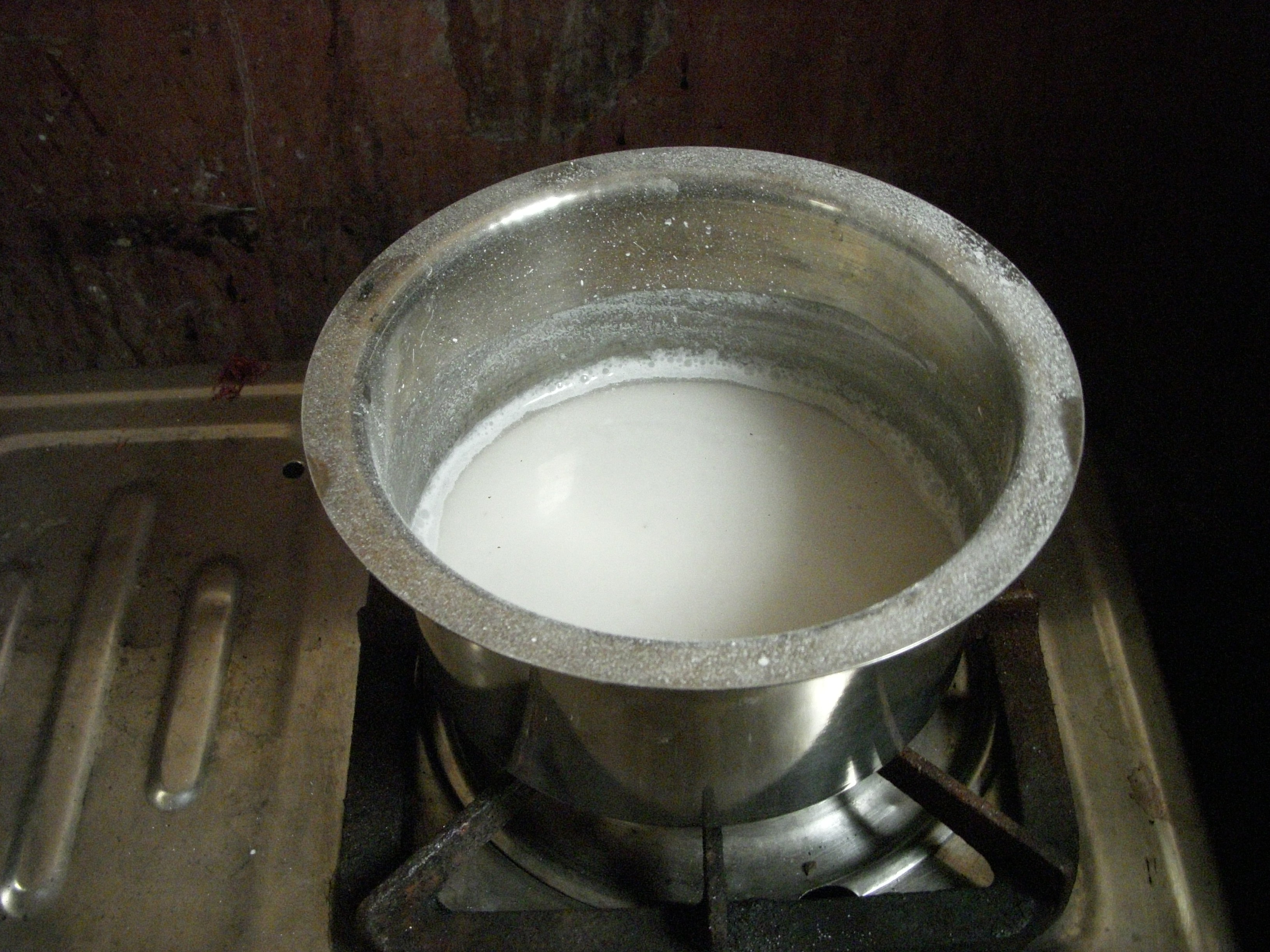
Kalkvatten är den klara vattenlösning som ses överst, efter att ett överskott av släckt kalk sjunkit till botten.

Kalkvatten är en lösning av kalciumhydroxid (släckt kalk, Ca(OH)2) i vatten.
Ofta avses en mättad sådan lösning, vilket till exempel kan fås om kalkmjölk, vatten med riklig mängd uppslammad kalciumhydroxid, filtreras eller får stå tills kalken sjunkit till botten. Den klara lösningen är då kalkvatten.
Kalkvatten grumlas när koldioxid (CO2) tillsätts, exempelvis genom att utandningsluft blåses ned i vätskan, och används därför inom undervisning i kemi som en reagens på koldioxid.